# Lâu đài Wartburg
Wartburg là một lâu đài được xây dựng trong thời Trung Cổ. Nó nằm trên một vách đá cao 410 mét (1.350 ft) về phía tây nam và nhìn ra thị trấn Eisenach, thuộc bang Thuringia, Đức. Năm 1999, UNESCO đã liệt kê lâu đài này vào danh sách di sản thế giới. Đây là nhà của Thánh Elisabeth, nơi Martin Luther đã dịch Tân Ước Kinh Thánh sang tiếng Đức, nơi diễn ra Lễ hội Wartburg năm 1817 và cũng được cho là nơi bối cảnh của cuộc thi huyền thoại Sängerkrieg. Đó cũng là một nguồn cảm hứng quan trọng cho Ludwig II khi ông quyết định xây dựng Lâu đài Neuschwanstein. Wartburg là điểm thu hút khách du lịch ghé thăm nhiều thứ hai ở Thuringia sau Weimar. Mặc dù lâu đài ngày nay vẫn chứa các cấu trúc nguyên bản đáng kể từ thế kỷ 12 đến thế kỷ 15, nhưng phần lớn nội thất chỉ có từ thế kỷ 19.

## Tên nguyên
Tên của lâu đài có lẽ bắt nguồn từ tiếng Đức, Warte là một người canh gác bất chấp truyền thống hài hước rằng, người sáng lập lâu đài là Bá tước Schauenburg, Ludwig der Springe vào năm 1067 lần đầu tiên nhìn ra đỉnh đồi đã thốt lên "Warte, Berg -- du sollst mir eine Burg werden!" ("Hãy đợi đấy, núi--ngươi sẽ trở thành một lâu đài cho ta!") Và đây chính là lối dùng chữ trong tiếng Đức của từ núi (Berg) và pháo đài (Burg).

## Lịch sử
Lâu đài được cho là xây dựng vào khoảng năm 1067 bởi Ludwig der Springer, một người đến từ Rieneck ở Franken. Cùng với lâu đài Neuenburg lớn hơn ở Freyburg ngày nay, Wartburg bảo vệ biên giới xa nhất của các lãnh thổ truyền thống của ông. Ludwig der Springer được cho là đưa đất sét từ vùng đất của ông lên đỉnh đồi, nơi không hoàn toàn nằm trong vùng đất của mình, vì vậy ông có thể chứng mình rằng lâu đài được xây dựng trên đất đai của mình.
Toà lâu đài Wartburg đã là nơi đóng đô của các lãnh chúa Thuringia cho đến năm 1440, và với tư cách là một trung tâm của văn hoá quý tộc, tại đây đã diễn ra cuộc đọ sức giữa các nghệ sĩ nhạc cung đình Đức như Walther von der Vogelweide, Wolfram von Eschenbach
Lúc lên 4, Thánh Elisabeth đã được mẹ gửi tới Wartburg nhằm nuôi dưỡng để thành cung phi của Ludwig IV của Thuringia. Từ năm 1211 đến năm 1228, bà đã sống ở đây và nổi tiếng với các công việc từ thiện.
Một nhóm gồm năm kỵ sĩ bịt mặt chặn bắt Martin Luther khi ông vừa rời khỏi Nghị viện Worms và đưa ông về lâu đài Wartburg. Tại đây ông phải mặc trang phục hiệp sĩ, để râu dài và được gọi dưới tên Junker Jorg (Hiệp sĩ George). Trong thời gian ẩn dật, Luther vẫn tiếp tục làm việc cật lực, lần này ông bắt tay dịch sang tiếng Đức bản Kinh thánh Tân Ước nổi tiếng (được ấn hành năm 1522).
Năm 1817 rất nhiều sinh viên đã tụ họp tại Lễ hội Wartburg.

## Hình ảnh

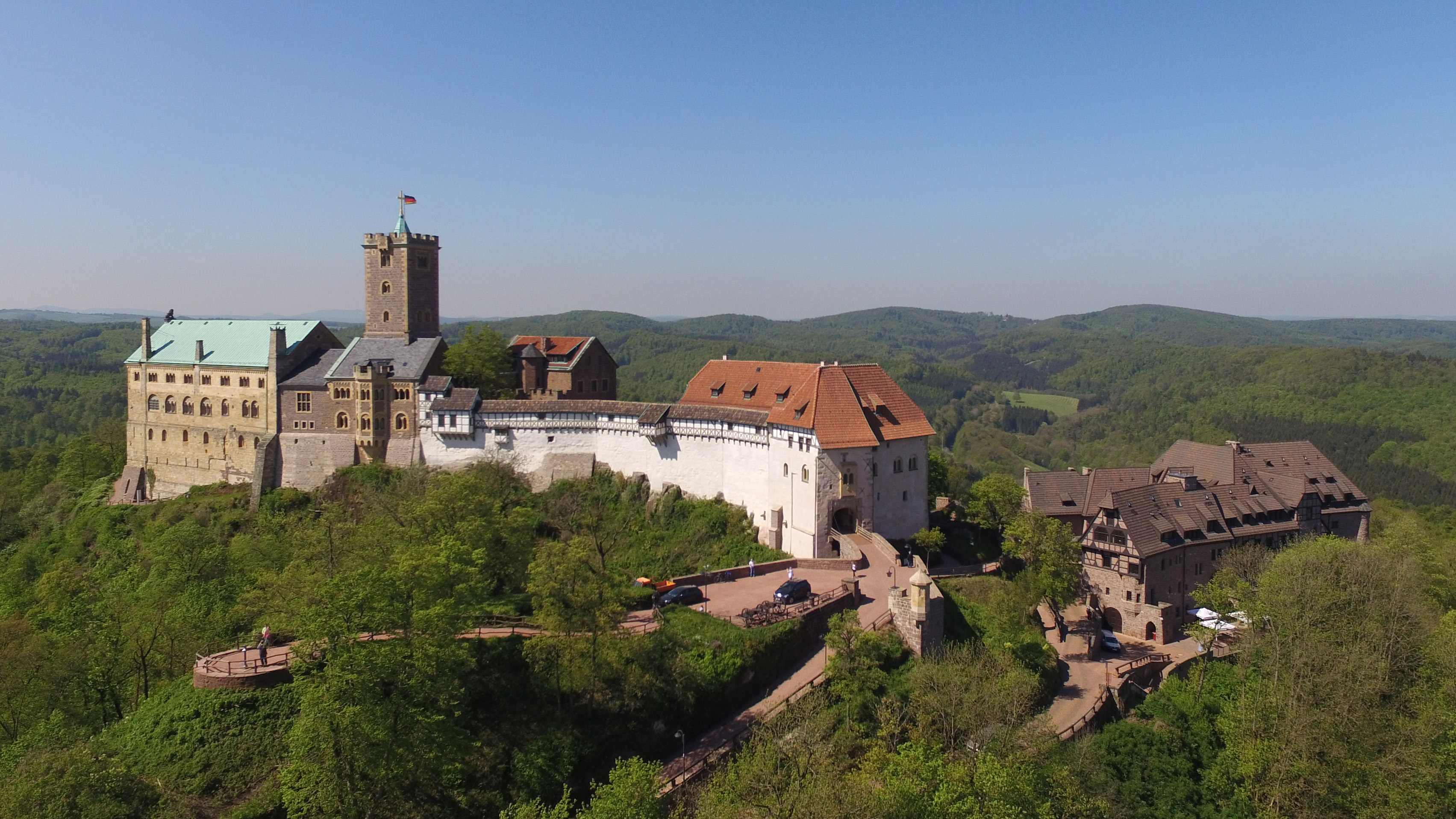
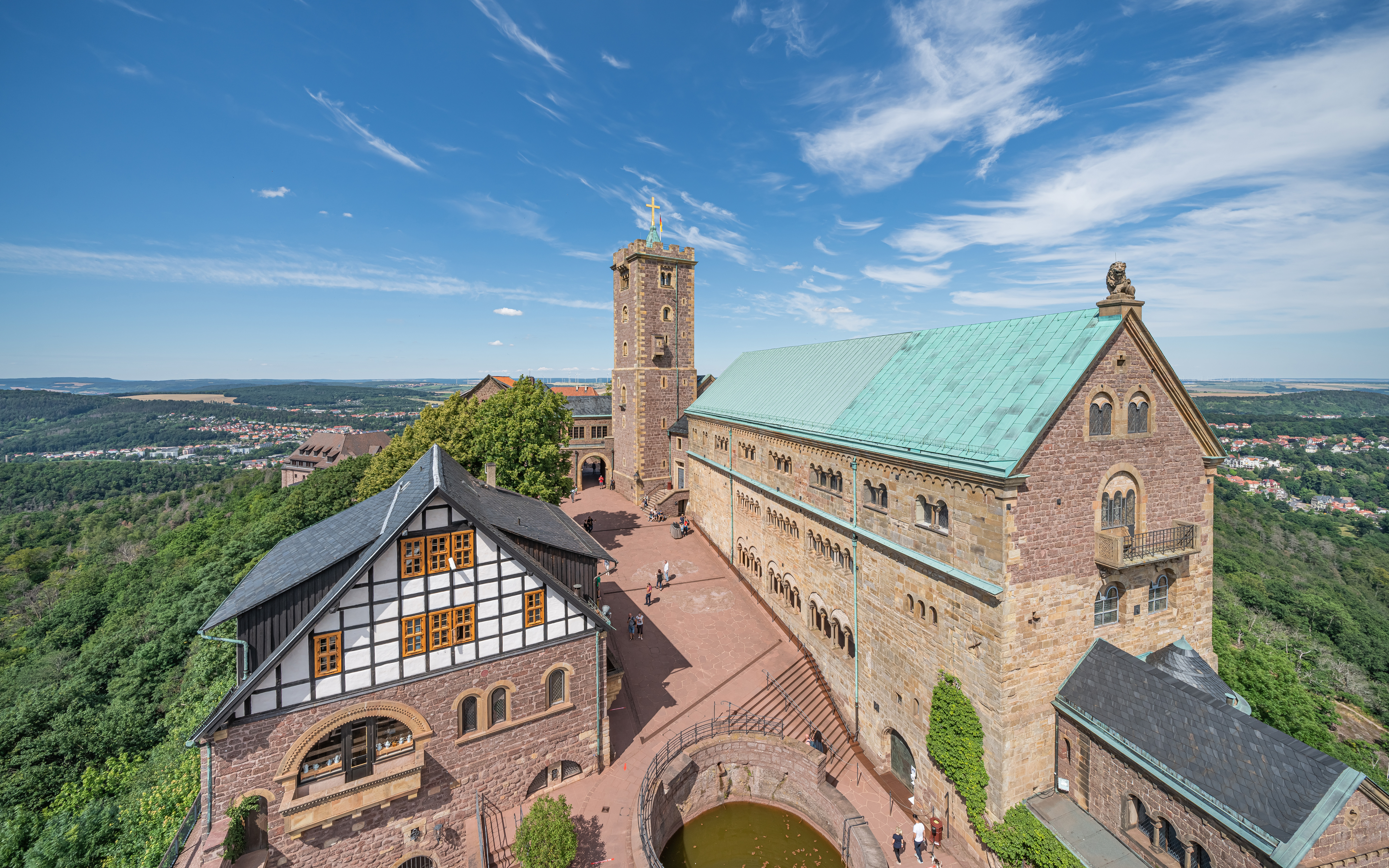
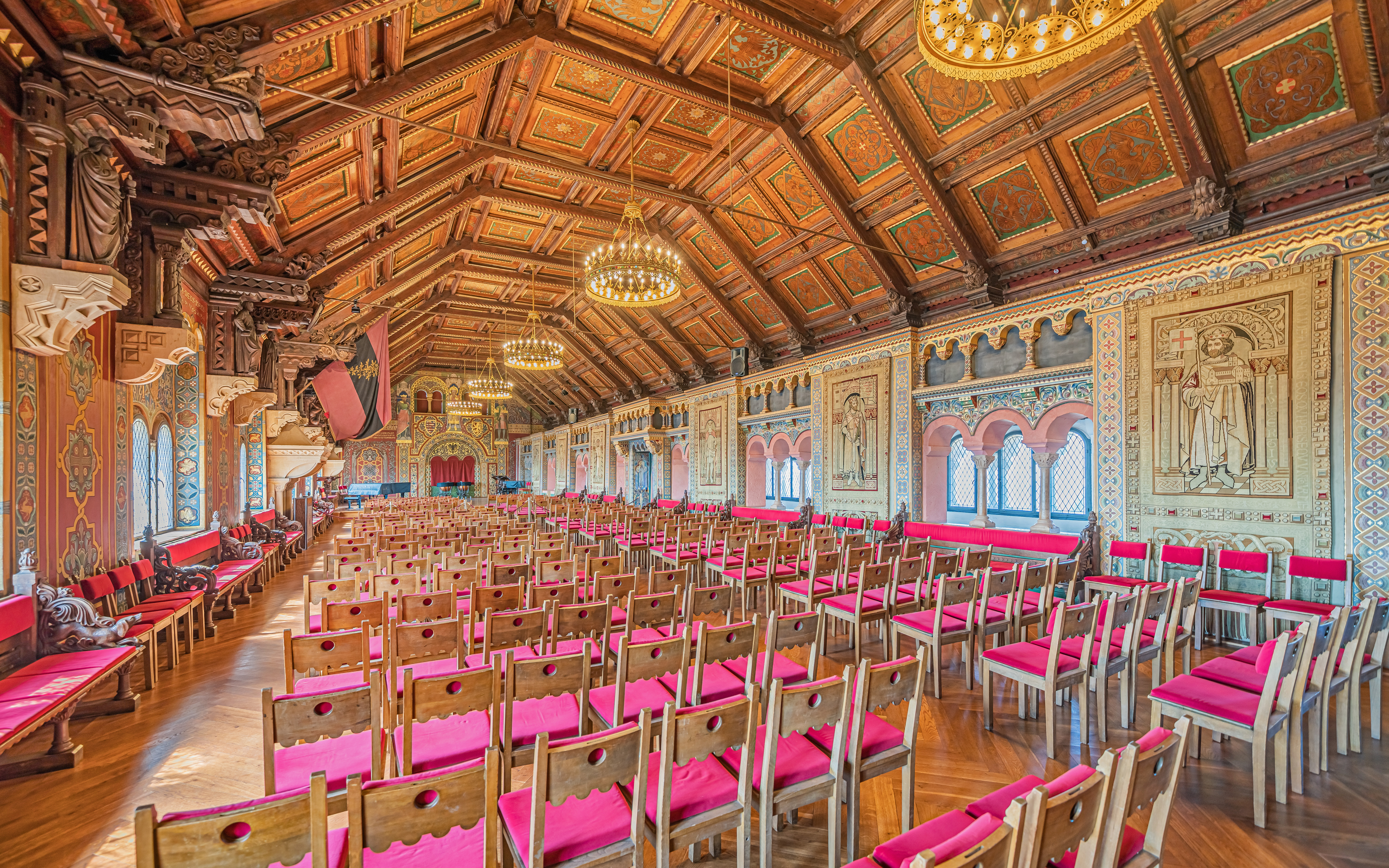
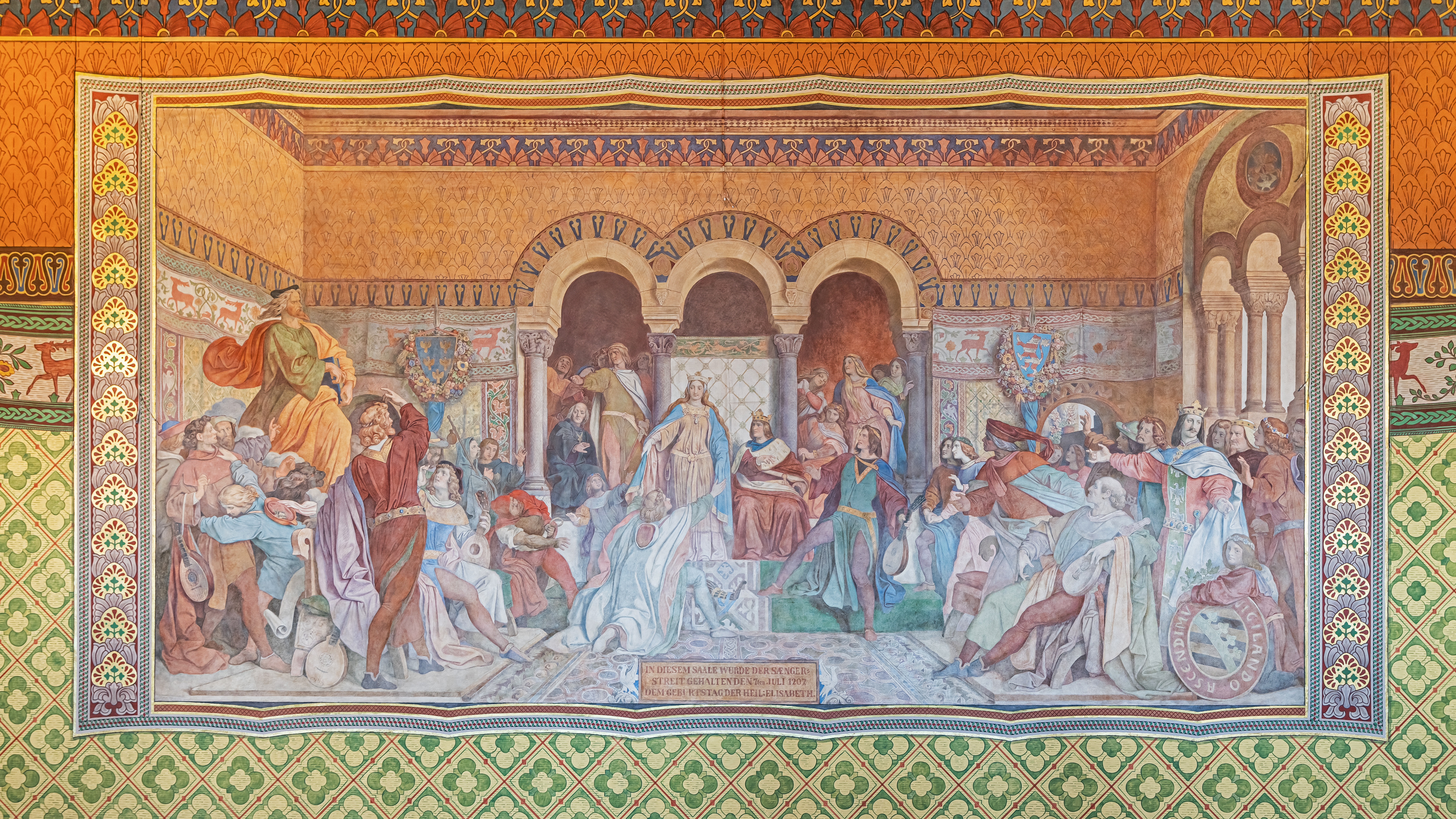